# Štětkotvaré
Štětkotvaré (Dipsacales) je řád vyšších dvouděložných rostlin. V současném pojetí zahrnuje 2 čeledi: zimolezovité a kalinovité. Ze známých rostlin sem náleží např. kozlík, bez, zimolez, chrastavec.

## Charakteristika
Zástupci řádu štětkotvaré jsou byliny i dřeviny. Charakteristické jsou pro ně zejména vstřícné listy a květy ve vrcholičnatých květenstvích. Květy jsou zpravidla oboupohlavné a pětičetné, pravidelné nebo souměrné. Tyčinek je různý počet, nejčastěji 3 až 5. Semeník je spodní, řidčeji polospodní.

## Rozšíření
Řád je zastoupen na všech kontinentech s výjimkou Antarktidy, největší zastoupení má v mírném pásu severní polokoule. V české květeně jsou zastoupeny obě čeledi, a to celkem 11 rody.

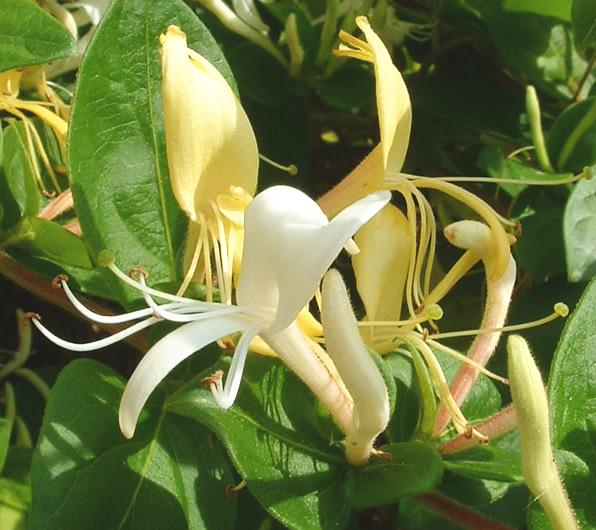
Zimolez japonský (Lonicera japonicum)
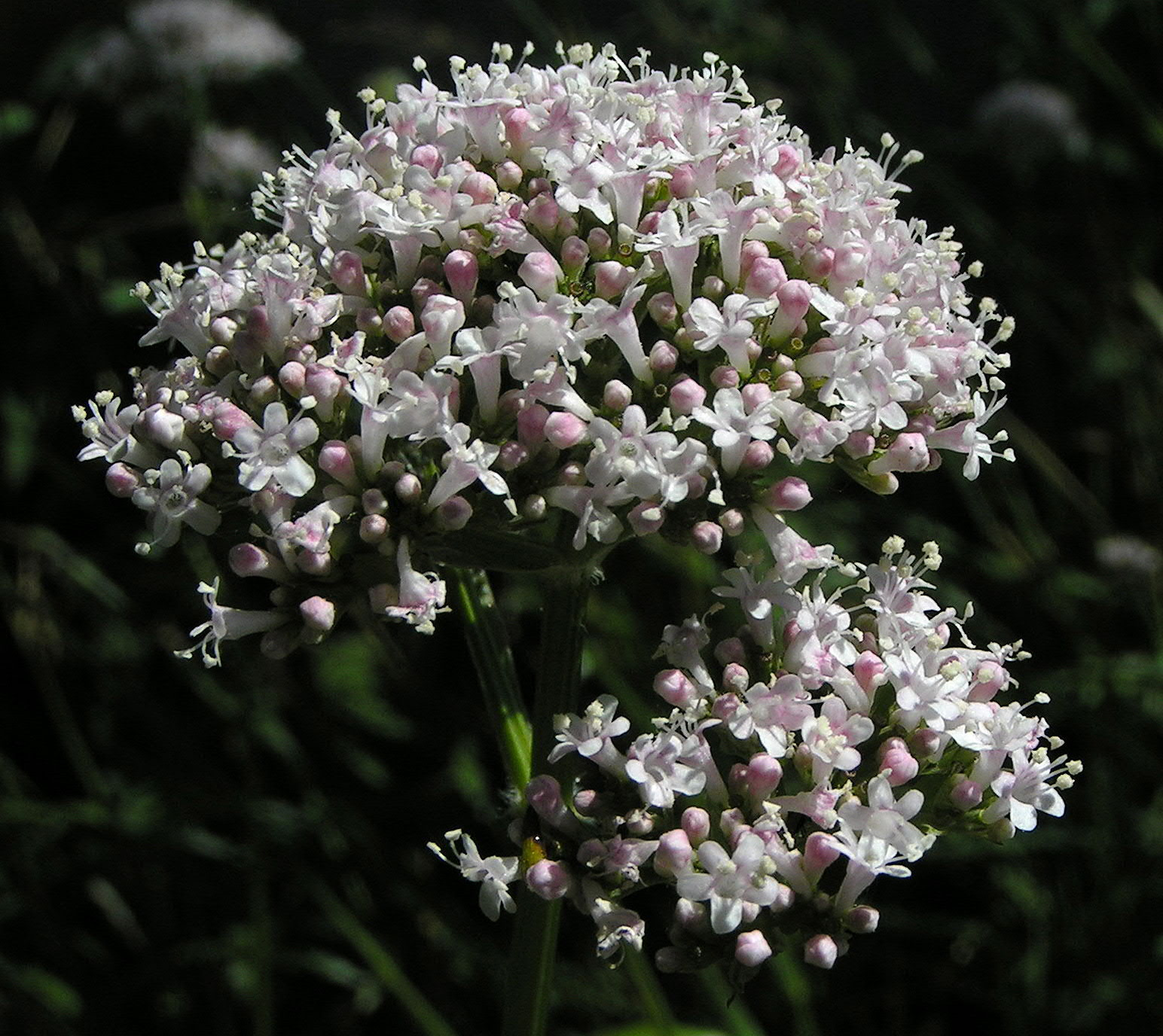
Květenství kozlíku lékařského (Valeriana officinalis)
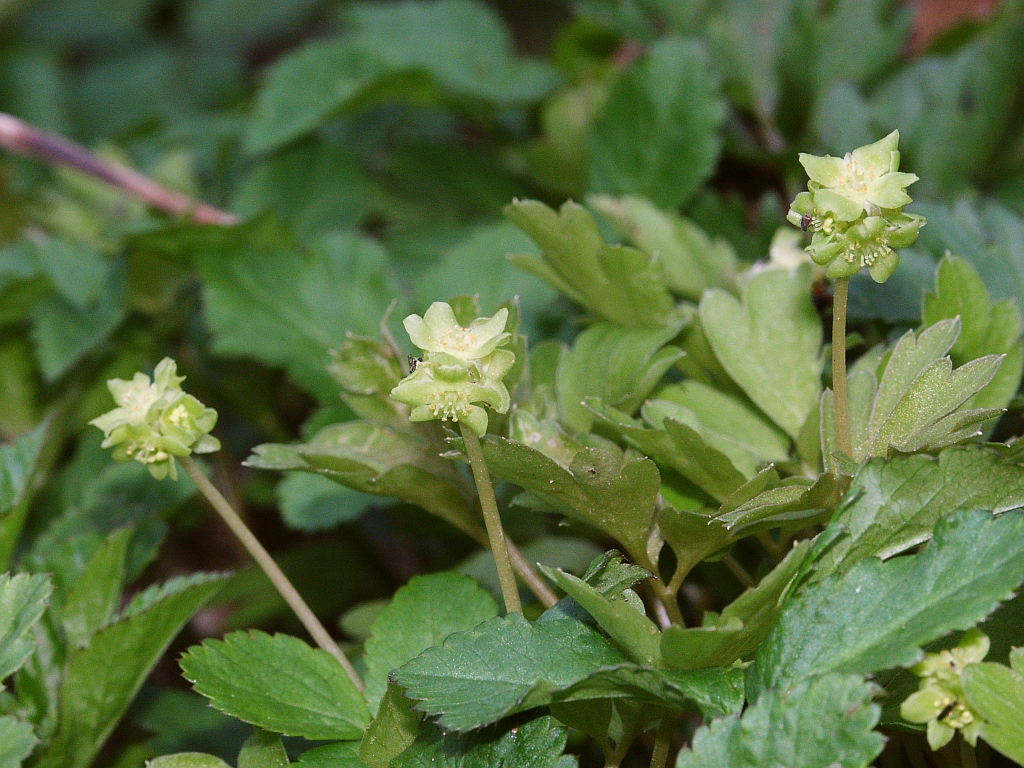
Pižmovka mošusová (Adoxa moschatellina)
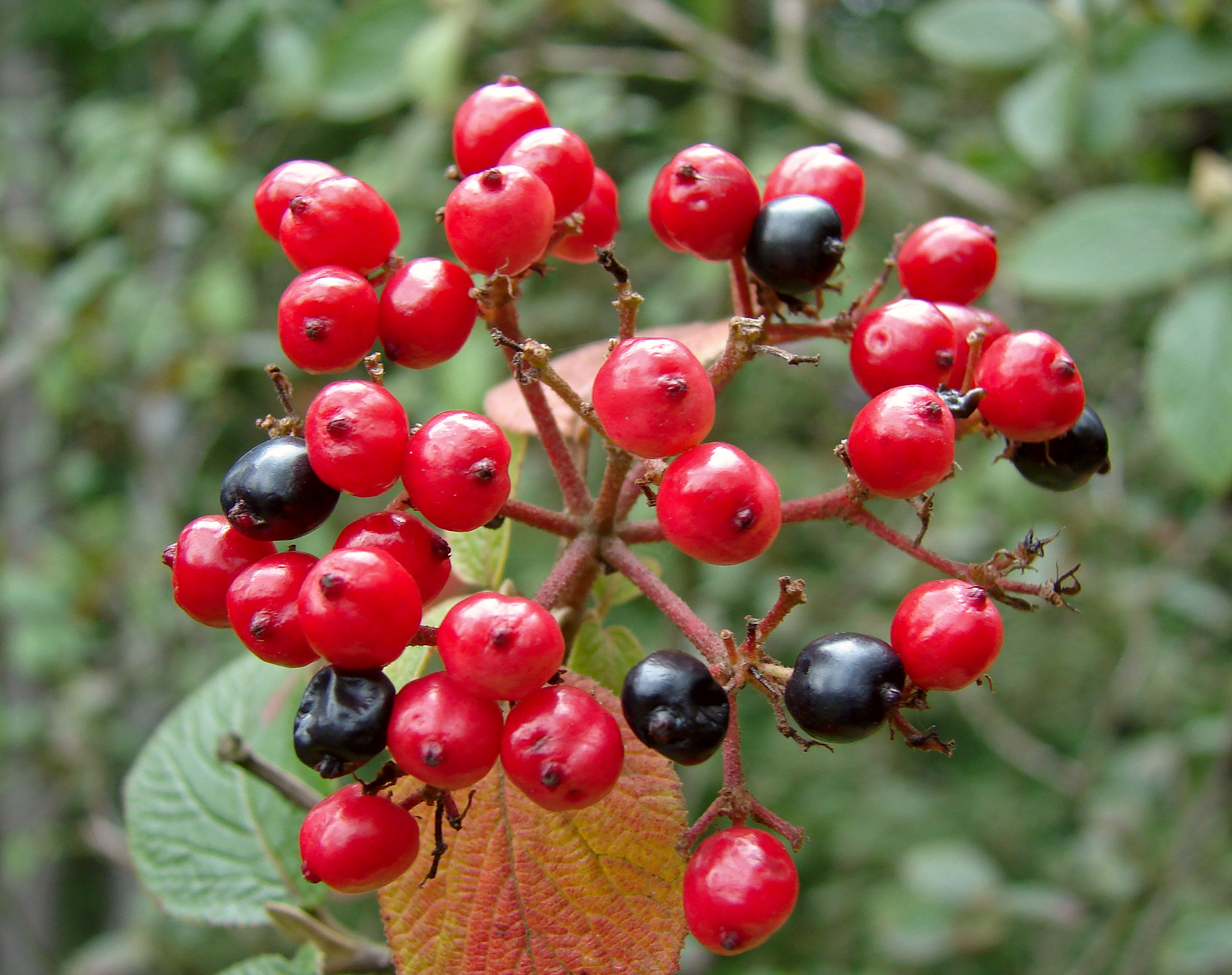
Plody kaliny Viburnum schensianum

## Taxonomie
Řád štětkotvaré zahrnuje v současném pojetí (APG IV) pouze 2 čeledi: zimolezovité (Caprifoliaceae) a kalinovité (Viburnaceae). V minulosti byly v rámci tohoto řádu nejčastěji rozlišovány 4 čeledi: zimolezovité (Caprifoliaceae), kozlíkovité (Valerianaceae), kalinovité (Viburnaceae) a pižmovkovité (Adoxaceae).
Bazální větví řádu je čeleď kalinovité (Viburnaceae), která byla v systému APG sloučena s čeledí pižmovkovité (Adoxaceae). Následuje 6 monofyletických větví, které by bylo možno pojmout jako samostatné čeledi: zimolezovité (Caprifoliaceae s. str.), štětkovité (Dipsacaceae), zimozelovité (Linneaeceae), kozlíkovité (Valerianaceae), Morinaceae a Diervillaceae). Dnešní taxonomie se však kloní k jejich shrnutí do jediné čeledi, zimolezovité (Caprifoliaceae s. l.).

### Řád štětkotvaré při užším pojetí čeledí
|  | Morinaceae                                                    |
|  |                                                               |
|  | \| \| Dipsacaceae \| \| \| \| \| \| Valerianaceae \| \| \| \| |
|  |                                                               |
|  | Dipsacaceae                                                   |
|  |                                                               |
|  | Valerianaceae                                                 |
|  |                                                               |

|  | Dipsacaceae   |
|  |               |
|  | Valerianaceae |
|  |               |

|  | Morinaceae                                                    |
|  |                                                               |
|  | \| \| Dipsacaceae \| \| \| \| \| \| Valerianaceae \| \| \| \| |
|  |                                                               |
|  | Dipsacaceae                                                   |
|  |                                                               |
|  | Valerianaceae                                                 |
|  |                                                               |

|  | Dipsacaceae   |
|  |               |
|  | Valerianaceae |
|  |               |

|  | Morinaceae                                                    |
|  |                                                               |
|  | \| \| Dipsacaceae \| \| \| \| \| \| Valerianaceae \| \| \| \| |
|  |                                                               |
|  | Dipsacaceae                                                   |
|  |                                                               |
|  | Valerianaceae                                                 |
|  |                                                               |

|  | Dipsacaceae   |
|  |               |
|  | Valerianaceae |
|  |               |

|  | Morinaceae                                                    |
|  |                                                               |
|  | \| \| Dipsacaceae \| \| \| \| \| \| Valerianaceae \| \| \| \| |
|  |                                                               |
|  | Dipsacaceae                                                   |
|  |                                                               |
|  | Valerianaceae                                                 |
|  |                                                               |

|  | Dipsacaceae   |
|  |               |
|  | Valerianaceae |
|  |               |

|  | Morinaceae                                                    |
|  |                                                               |
|  | \| \| Dipsacaceae \| \| \| \| \| \| Valerianaceae \| \| \| \| |
|  |                                                               |
|  | Dipsacaceae                                                   |
|  |                                                               |
|  | Valerianaceae                                                 |
|  |                                                               |

|  | Dipsacaceae   |
|  |               |
|  | Valerianaceae |
|  |               |

|  | Morinaceae                                                    |
|  |                                                               |
|  | \| \| Dipsacaceae \| \| \| \| \| \| Valerianaceae \| \| \| \| |
|  |                                                               |
|  | Dipsacaceae                                                   |
|  |                                                               |
|  | Valerianaceae                                                 |
|  |                                                               |

|  | Dipsacaceae   |
|  |               |
|  | Valerianaceae |
|  |               |

|  | Morinaceae                                                    |
|  |                                                               |
|  | \| \| Dipsacaceae \| \| \| \| \| \| Valerianaceae \| \| \| \| |
|  |                                                               |
|  | Dipsacaceae                                                   |
|  |                                                               |
|  | Valerianaceae                                                 |
|  |                                                               |

|  | Dipsacaceae   |
|  |               |
|  | Valerianaceae |
|  |               |

|  | Morinaceae                                                    |
|  |                                                               |
|  | \| \| Dipsacaceae \| \| \| \| \| \| Valerianaceae \| \| \| \| |
|  |                                                               |
|  | Dipsacaceae                                                   |
|  |                                                               |
|  | Valerianaceae                                                 |
|  |                                                               |

|  | Dipsacaceae   |
|  |               |
|  | Valerianaceae |
|  |               |

|  | Morinaceae                                                    |
|  |                                                               |
|  | \| \| Dipsacaceae \| \| \| \| \| \| Valerianaceae \| \| \| \| |
|  |                                                               |
|  | Dipsacaceae                                                   |
|  |                                                               |
|  | Valerianaceae                                                 |
|  |                                                               |

|  | Dipsacaceae   |
|  |               |
|  | Valerianaceae |
|  |               |

|  | Morinaceae                                                    |
|  |                                                               |
|  | \| \| Dipsacaceae \| \| \| \| \| \| Valerianaceae \| \| \| \| |
|  |                                                               |
|  | Dipsacaceae                                                   |
|  |                                                               |
|  | Valerianaceae                                                 |
|  |                                                               |

|  | Dipsacaceae   |
|  |               |
|  | Valerianaceae |
|  |               |

|  | Morinaceae                                                    |
|  |                                                               |
|  | \| \| Dipsacaceae \| \| \| \| \| \| Valerianaceae \| \| \| \| |
|  |                                                               |
|  | Dipsacaceae                                                   |
|  |                                                               |
|  | Valerianaceae                                                 |
|  |                                                               |

|  | Dipsacaceae   |
|  |               |
|  | Valerianaceae |
|  |               |

|  | Morinaceae                                                    |
|  |                                                               |
|  | \| \| Dipsacaceae \| \| \| \| \| \| Valerianaceae \| \| \| \| |
|  |                                                               |
|  | Dipsacaceae                                                   |
|  |                                                               |
|  | Valerianaceae                                                 |
|  |                                                               |

|  | Dipsacaceae   |
|  |               |
|  | Valerianaceae |
|  |               |

|  | Morinaceae                                                    |
|  |                                                               |
|  | \| \| Dipsacaceae \| \| \| \| \| \| Valerianaceae \| \| \| \| |
|  |                                                               |
|  | Dipsacaceae                                                   |
|  |                                                               |
|  | Valerianaceae                                                 |
|  |                                                               |

|  | Dipsacaceae   |
|  |               |
|  | Valerianaceae |
|  |               |

|  | Morinaceae                                                    |
|  |                                                               |
|  | \| \| Dipsacaceae \| \| \| \| \| \| Valerianaceae \| \| \| \| |
|  |                                                               |
|  | Dipsacaceae                                                   |
|  |                                                               |
|  | Valerianaceae                                                 |
|  |                                                               |

|  | Dipsacaceae   |
|  |               |
|  | Valerianaceae |
|  |               |

|  | Morinaceae                                                    |
|  |                                                               |
|  | \| \| Dipsacaceae \| \| \| \| \| \| Valerianaceae \| \| \| \| |
|  |                                                               |
|  | Dipsacaceae                                                   |
|  |                                                               |
|  | Valerianaceae                                                 |
|  |                                                               |

|  | Dipsacaceae   |
|  |               |
|  | Valerianaceae |
|  |               |

|  | Morinaceae                                                    |
|  |                                                               |
|  | \| \| Dipsacaceae \| \| \| \| \| \| Valerianaceae \| \| \| \| |
|  |                                                               |
|  | Dipsacaceae                                                   |
|  |                                                               |
|  | Valerianaceae                                                 |
|  |                                                               |

|  | Dipsacaceae   |
|  |               |
|  | Valerianaceae |
|  |               |

|  | Morinaceae                                                    |
|  |                                                               |
|  | \| \| Dipsacaceae \| \| \| \| \| \| Valerianaceae \| \| \| \| |
|  |                                                               |
|  | Dipsacaceae                                                   |
|  |                                                               |
|  | Valerianaceae                                                 |
|  |                                                               |

|  | Dipsacaceae   |
|  |               |
|  | Valerianaceae |
|  |               |

|  | Morinaceae                                                    |
|  |                                                               |
|  | \| \| Dipsacaceae \| \| \| \| \| \| Valerianaceae \| \| \| \| |
|  |                                                               |
|  | Dipsacaceae                                                   |
|  |                                                               |
|  | Valerianaceae                                                 |
|  |                                                               |

|  | Dipsacaceae   |
|  |               |
|  | Valerianaceae |
|  |               |

|  | Morinaceae                                                    |
|  |                                                               |
|  | \| \| Dipsacaceae \| \| \| \| \| \| Valerianaceae \| \| \| \| |
|  |                                                               |
|  | Dipsacaceae                                                   |
|  |                                                               |
|  | Valerianaceae                                                 |
|  |                                                               |

|  | Dipsacaceae   |
|  |               |
|  | Valerianaceae |
|  |               |

|  | Morinaceae                                                    |
|  |                                                               |
|  | \| \| Dipsacaceae \| \| \| \| \| \| Valerianaceae \| \| \| \| |
|  |                                                               |
|  | Dipsacaceae                                                   |
|  |                                                               |
|  | Valerianaceae                                                 |
|  |                                                               |

|  | Dipsacaceae   |
|  |               |
|  | Valerianaceae |
|  |               |

|  | Morinaceae                                                    |
|  |                                                               |
|  | \| \| Dipsacaceae \| \| \| \| \| \| Valerianaceae \| \| \| \| |
|  |                                                               |
|  | Dipsacaceae                                                   |
|  |                                                               |
|  | Valerianaceae                                                 |
|  |                                                               |

|  | Dipsacaceae   |
|  |               |
|  | Valerianaceae |
|  |               |

|  | Morinaceae                                                    |
|  |                                                               |
|  | \| \| Dipsacaceae \| \| \| \| \| \| Valerianaceae \| \| \| \| |
|  |                                                               |
|  | Dipsacaceae                                                   |
|  |                                                               |
|  | Valerianaceae                                                 |
|  |                                                               |

|  | Dipsacaceae   |
|  |               |
|  | Valerianaceae |
|  |               |

|  | Morinaceae                                                    |
|  |                                                               |
|  | \| \| Dipsacaceae \| \| \| \| \| \| Valerianaceae \| \| \| \| |
|  |                                                               |
|  | Dipsacaceae                                                   |
|  |                                                               |
|  | Valerianaceae                                                 |
|  |                                                               |

|  | Dipsacaceae   |
|  |               |
|  | Valerianaceae |
|  |               |

|  | Morinaceae                                                    |
|  |                                                               |
|  | \| \| Dipsacaceae \| \| \| \| \| \| Valerianaceae \| \| \| \| |
|  |                                                               |
|  | Dipsacaceae                                                   |
|  |                                                               |
|  | Valerianaceae                                                 |
|  |                                                               |

|  | Dipsacaceae   |
|  |               |
|  | Valerianaceae |
|  |               |

|  | Morinaceae                                                    |
|  |                                                               |
|  | \| \| Dipsacaceae \| \| \| \| \| \| Valerianaceae \| \| \| \| |
|  |                                                               |
|  | Dipsacaceae                                                   |
|  |                                                               |
|  | Valerianaceae                                                 |
|  |                                                               |

|  | Dipsacaceae   |
|  |               |
|  | Valerianaceae |
|  |               |

|  | Morinaceae                                                    |
|  |                                                               |
|  | \| \| Dipsacaceae \| \| \| \| \| \| Valerianaceae \| \| \| \| |
|  |                                                               |
|  | Dipsacaceae                                                   |
|  |                                                               |
|  | Valerianaceae                                                 |
|  |                                                               |

|  | Dipsacaceae   |
|  |               |
|  | Valerianaceae |
|  |               |

|  | Morinaceae                                                    |
|  |                                                               |
|  | \| \| Dipsacaceae \| \| \| \| \| \| Valerianaceae \| \| \| \| |
|  |                                                               |
|  | Dipsacaceae                                                   |
|  |                                                               |
|  | Valerianaceae                                                 |
|  |                                                               |

|  | Dipsacaceae   |
|  |               |
|  | Valerianaceae |
|  |               |

|  | Morinaceae                                                    |
|  |                                                               |
|  | \| \| Dipsacaceae \| \| \| \| \| \| Valerianaceae \| \| \| \| |
|  |                                                               |
|  | Dipsacaceae                                                   |
|  |                                                               |
|  | Valerianaceae                                                 |
|  |                                                               |

|  | Dipsacaceae   |
|  |               |
|  | Valerianaceae |
|  |               |

|  | Morinaceae                                                    |
|  |                                                               |
|  | \| \| Dipsacaceae \| \| \| \| \| \| Valerianaceae \| \| \| \| |
|  |                                                               |
|  | Dipsacaceae                                                   |
|  |                                                               |
|  | Valerianaceae                                                 |
|  |                                                               |

|  | Dipsacaceae   |
|  |               |
|  | Valerianaceae |
|  |               |

|  | Morinaceae                                                    |
|  |                                                               |
|  | \| \| Dipsacaceae \| \| \| \| \| \| Valerianaceae \| \| \| \| |
|  |                                                               |
|  | Dipsacaceae                                                   |
|  |                                                               |
|  | Valerianaceae                                                 |
|  |                                                               |

|  | Dipsacaceae   |
|  |               |
|  | Valerianaceae |
|  |               |

|  | Morinaceae                                                    |
|  |                                                               |
|  | \| \| Dipsacaceae \| \| \| \| \| \| Valerianaceae \| \| \| \| |
|  |                                                               |
|  | Dipsacaceae                                                   |
|  |                                                               |
|  | Valerianaceae                                                 |
|  |                                                               |

|  | Dipsacaceae   |
|  |               |
|  | Valerianaceae |
|  |               |

|  | Morinaceae                                                    |
|  |                                                               |
|  | \| \| Dipsacaceae \| \| \| \| \| \| Valerianaceae \| \| \| \| |
|  |                                                               |
|  | Dipsacaceae                                                   |
|  |                                                               |
|  | Valerianaceae                                                 |
|  |                                                               |

|  | Dipsacaceae   |
|  |               |
|  | Valerianaceae |
|  |               |

## Význam
Zástupci řádu štětkotvaré mají největší využití jako okrasné dřeviny (kalina, zimolez, pámelník aj.). Některé druhy jsou využívány v medicíně nebo bylinném lékařství (kozlík lékařský, bez černý).

## Přehled čeledí
- kalinovité (Viburnaceae)
- zimolezovité (Caprifoliaceae)[6]